# Gordon Dailley
Gordon Debenham Dailley (Winnipeg, 24 juli 1911 - Bromley, 3 mei 1989) was een Britse ijshockeyspeler. 
Dailley nam namens het Verenigd Koninkrijk deel aan de Olympische Winterspelen 1936 in het Duitse Garmisch-Partenkirchen. Dailley won tijdens deze spelen de gouden medaille in het ijshockeytoernooi.
Dailley speelde zeven wedstrijden tijdens deze spelen. Dailley nam deel aan de gevechten in Europa tijdens de Tweede Wereldoorlog. Dailley diende tijdens de Koreaanse Oorlog.